# 航空教育展示館 (台湾)
航空教育展示館は、台湾高雄市岡山区にある空軍軍官学校の敷地内にある空軍関係の博物館の一つである。同空軍学校内には他に空軍軍史館と軍機展示場がある。

## 概要
航空教育展示館は、2016年（民国105年）3月1日に一般公開された。敷地面積は138,132.74m2である。展示館内には1階および2階（天井から吊り下げ展示方式）の軍機展示場がある。また、2階には爆弾や誘導弾を展示する武器装備展示区、ジェットエンジンなどを展示する発動機展示区、航空技術の知識を深めるための航空教育展示区などもある。
軍機展示場に展示されている主な機体には次のようなものがある。
- F-100A戦闘機
- F-104G戦闘機
- RF-101A偵察機
- XA-3攻撃機
- B-26爆撃機
- C-47輸送機
- S-2A哨戒機
- S-2T哨戒機
- HU-16A水陸両用機
- F-5F練習機
- B-720総統専用機
- MiG-15戦闘機（中国人民解放軍空軍機）
- MiG-19戦闘機（中国人民解放軍空軍機）
- MiG-21戦闘機（ハンガリー空軍機）
- Il-28爆撃機（中国人民解放軍空軍機）

## 見学情報
全年無休08:00-17:00

## アクセス
- 台鉄岡山駅の西約3.3km。タクシー、徒歩又はレンタサイクルC-Bike